# Baionetă

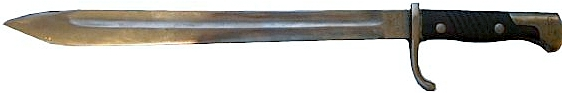
O baionetă prusacă de la sfârșitul secolului al XIX-lea

O baionetă este o armă albă în formă de cuțit sau pumnal concepută să fie montată pe gura țevii puștii sau a unei alte arme similare. Baioneta este o armă pentru lupta corp la corp. Baionetele au inele sau prize pentru a se potrivi peste țeava puștii fără a împiedica tragerea acesteia. 

## Istoric

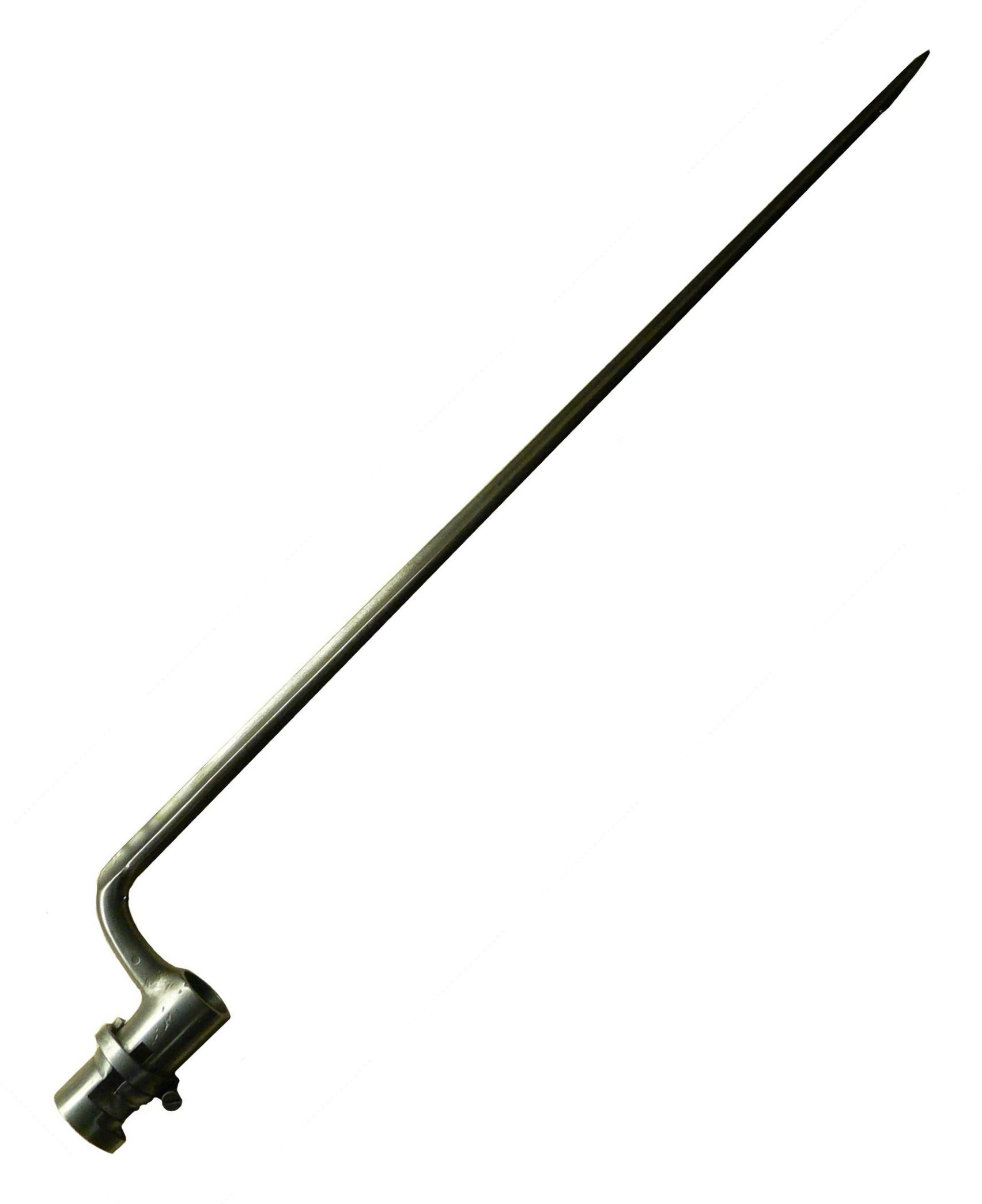
Baionetă de la începutul secolului al XIX-lea

Momentul apariției baionetei poate fi considerat a fi o întâmplare petrecută la mijlocul secolului al XVII-lea în timpul conflictelor armate la care participau milițiile țărănești din zonele din sudul Franței. Locuitorii orașului Bayonne, în momentul în care au rămas fără praf de pușcă și gloanțe, și-au legat cuțitele de vânătoare cu lamă lungă de gura țevilor muschetelor, transformându-le în sulițe improvizate. A fost creată din întâmplare o armă auxiliară care avea să influențeze tacticile infanteriei Europei Occidentale până la începutul secolului al XX-lea. 
Beneficiile aduse de acestă armă cu mai multe moduri de folosire au fost vizibile în scurtă vreme. Primele modele de muschete aveau o cadență de tragere redusă, (cam o lovitură pe minut atunci când arma se încărca pe țeavă separat cu praf de pușcă, glonț și fultuială), și erau în plus puțin precise. Baionetele erau un supliment folositor pentru arma de foc în cazul unui atac inamic care reușea să scape de tirul muschetelor eficiente până la cel mult 100 de metri. În perioada napoleoniană, baioneta ajungea la 17 inch (43 cm) lungime, fiind atașată unei muschete de 2 metri lungime, ansamblul atingând dimensiunile unei sulițe sau halebarde de pedestraș din vremurile vechi. 
Primele baionete erau de tip "cep". Baionetele se înfigeau direct în țeava muschetei. În acest fel, nu se mai putea trage cu muscheta. 

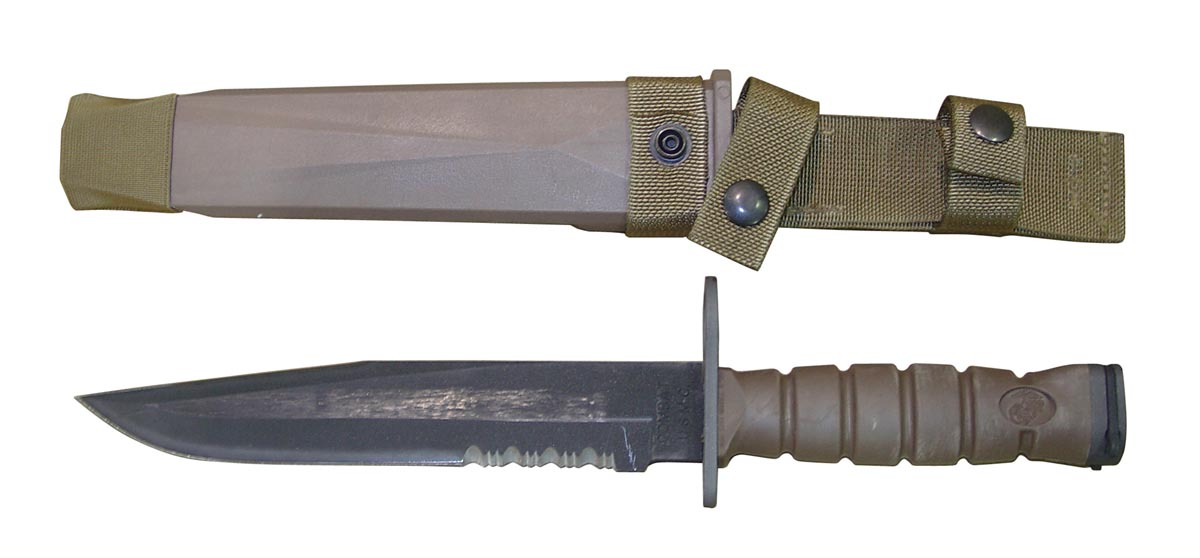
Baioneta OKC-3S

Mai târziu, baionetele de tip "mufă" erau montate în paralel cu țeava muschetei. Baioneta se monta pe țeavă cu ajutorul unei piese în formă de inel care, mai târziu, era împiedicată să cadă cu ajutorul unei siguranțe cu arc. Generalul britanic Hugh Mackay este inventatorul acestui ultim tip de baionetă. 
Multe tipuri de baionetă "mufă" aveau lama sub formă triunghiulară pentru a asigura stabilitatea laterală a armei fără a crește în mod semnificativ greutate ei. Acest tip de baionetă nu era prevăzută și cu mâner pentru folosirea separată a armei separat de pușcă. Tacticile militare din secolul al XVIII-lea și al XIX-lea prevedeau diferite tipuri de atacuri sau de apărare la baionetă. Armata britanică era în mod special cunoscută pentru modul de utilizare a baionetei, deși pe la începutul secolului al XIX-lea, în timpul războaielor napoleoniene, focul în rafale rapide a făcut ca modelul de luptă corp la corp al infanteriștilor să scadă în importanță. 
De-a lungul secolelor al XVIII-lea și al XIX-lea s-au experimentat diferite tipuri de baionetă. În marina Statelor Unite, în timpul războiului civil, s-au montat baionete la pistoalele cu un singur foc, însă ele s-au dovedit folositoare numai la gătit, nu și în luptă. Sabia scurtă a rămas principala armă tăietoare din dotarea marinarilor americani din acele vremuri. 
Baionetele moderne sunt fabricate sub formă de cuțit cu mâner și conector, sau sunt atașate permanent la arme precum pușca semiautomată SKS. Lama poate să fie sub formă de cuțit, poate fi lamă triunghiulară sau cruciformă. Există modele de baionetă care au fost interzise de Acordurile de la Geneva. Baionetele moderne au un canal semicircular care mărește rigiditatea și micșorează greutatea lamei. Afirmațiile conform cărora această degajare ar face retragerea mai ușoară a baionetei după un atac cu înjunghiere a inamicului pentru că ar permite pătrunderea aerului în rana produsă, sau cele conform cărora ar permite scurgerea mai rapidă a sângelui, nu au fost demonstrate de experimente.

## Folosirea modernă

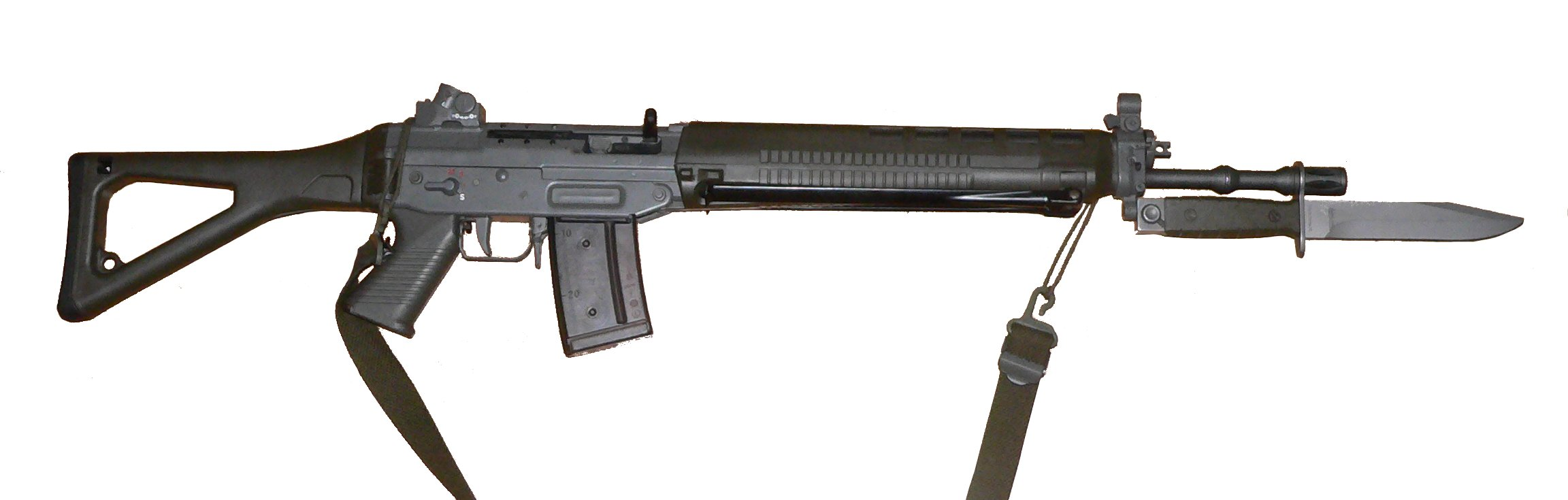
Pușca elvețiană Sig 550 cu baionetă

Chiar și în pregătirea militarilor din ziua de azi, baioneta este folosită; deși cele mai multe lupte se petrec la distanță, li se poate cere deseori militarilor să se apropie de inamic pentru a-l "mătura de pe poziții". Forțele britanice au dat atacuri la baionetă în timpul războiul din insulele Falkland, ca și în timpul invadării Irakului .
Baioneta rămâne, de asemenea, un cuțit utilitar și un ajutor pentru ridicarea moralului combatanților. Antrenamentul pentru folosirea baionetei fixate la pușcă, cu care se înjunghie saci umpluți cu paie, continuă și azi, la multă vreme după ce rolul acestei arme auxiliare a scăzut, deoarece se crede că ea crește agresivitatea luptătorilor. În ciuda limitărilor baionetei, ea este utilizată în cea mai mare parte a armatelor, care își antrenează soldații să o folosească. 

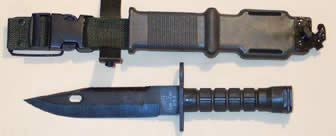
Baioneta M9 cu teacă